# Something Else (album)
Something Else – siódmy studyjny album irlandzkiego zespołu The Cranberries wydany w 2017 roku nakładem wydawnictwa BMG Rights Management. Something Else zawiera 13 utworów nagranych w konwencji „unplugged”. 10 z nich to przeboje z poprzednich płyt a 3 zupełnie premierowe: „The Glory”, „Rupture” i „Why”. Został nagrany z udziałem Irish Chamber Orchestra. Album zajął 18. miejsce na brytyjskiej liście sprzedaży UK Albums Chart.

## Lista utworów
1. „Linger” – 4:55
2. „The Glory” – 5:14
3. „Dreams” – 4:24
4. „When You’re Gone” – 4:10
5. „Zombie” – 4:01
6. „Ridiculous Thoughts” – 3:07
7. „Rupture” – 4:16
8. „Ode to My Family” – 4:43
9. „Free to Decide” – 3:17
10. „Just My Imagination” – 4:02
11. „Animal Instinct” – 3:39
12. „You & Me” – 3:33
13. „Why” – 5:01

## Twórcy
- Dolores O’Riordan – śpiew, gitara
- Noel Hogan – gitara prowadząca
- Mike Hogan – gitara basowa
- Fergal Lawler – perkusja, instrumenty perkusyjne

gościnnie
- Irish Chamber Orchestra